# Pierre Lagourgue
Pour les articles homonymes, voir Lagourgue.
Pierre Lagourgue est un homme politique réunionnais né le 3 janvier 1921 à Sainte-Marie sur l'île de la Réunion et mort le 16 février 1998 dans le 16e arrondissement de Paris.

## Biographie
Gendre de Roger Payet, il épouse Monique Payet, fille du président du Conseil général de La Réunion de 1949 à 1966 Roger Payet, et amie d'enfance de Jacques Vergès. Médecin radiologue de profession, il est l'oncle de Jean-Louis Lagourgue, maire de Sainte-Marie de 1990 à 2018.
Centriste en politique, il devient conseiller général en 1958 et président du conseil général à la suite de Marcel Cerneau en 1967. Il conserve ce poste jusqu'en 1982, date à laquelle Auguste Legros lui succède.
Dès les années 1970, il propose en fin de compte à la droite insulaire une autre voie que celle proposée par Michel Debré, duquel il s'éloigne peu à peu. Élu député en 1978, poste qu'il occupe jusqu'en 1981, il profite d'entrées à Matignon pendant le gouvernement de Raymond Barre, également d'ascendance réunionnaise.
Successeur de Mario Hoarau à ce poste, il est par la suite président du conseil régional de La Réunion, où il est élu dès 1983, de 1986 à 1992, date à laquelle Camille Sudre le remplace. Le 27 septembre 1992, il est élu sénateur (Union centriste) ; il meurt pendant son mandat, en 1998.
Il fut élu en tant que membre de l'UDF et du RPR, et il a aussi été élu président de la région avec une liste France Réunion Avenir en 1986.

## Mandats
- Conseiller général de La Réunion à compter de 1958.
- Président du conseil général de La Réunion de 1967 à 1982.
- Député de La Réunion du 12 mars 1978 au 22 mai 1981.
- Président du conseil régional de La Réunion du 21 mars 1986 au 27 mars 1992.
- Sénateur du 27 septembre 1992 au 16 février 1998.

## Postérité
Un certain nombre de sites publics de La Réunion ont été baptisés en son honneur depuis son décès :
- La zone autour de l'aéroport de Gillot, à Sainte-Marie.
- Le siège du conseil régional de La Réunion, à Saint-Denis.
- Le lycée inauguré en 2004 à Trois-Mares, au Tampon.

Un avion de la compagnie aérienne réunionnaise Air Austral porte également son nom.